# Agrius patates
Agrius patates är en fjärilsart som beskrevs av Ménétriés 1857. Agrius patates ingår i släktet Agrius och familjen svärmare. Inga underarter finns listade i Catalogue of Life.